# ديفيد ليراي
ديفيد ليراي (بالفرنسية: David Leray)‏ هو لاعب كرة قدم فرنسي في مركز الدفاع، ولد في 2 مارس 1984 في Saint-Père-en-Retz ‏ في فرنسا. لعب مع نادي أنجيه ونادي تور ونادي شوليه ونادي نانت.

## وصلات خارجية
- ديفيد ليراي على موقع رابطة كرة القدم الفرنسية للمحترفين (الإنجليزية)
- ديفيد ليراي على موقع قاعدة بيانات كرة القدم.إي يو (الإنجليزية)